# Hauptregion Industrieviertel

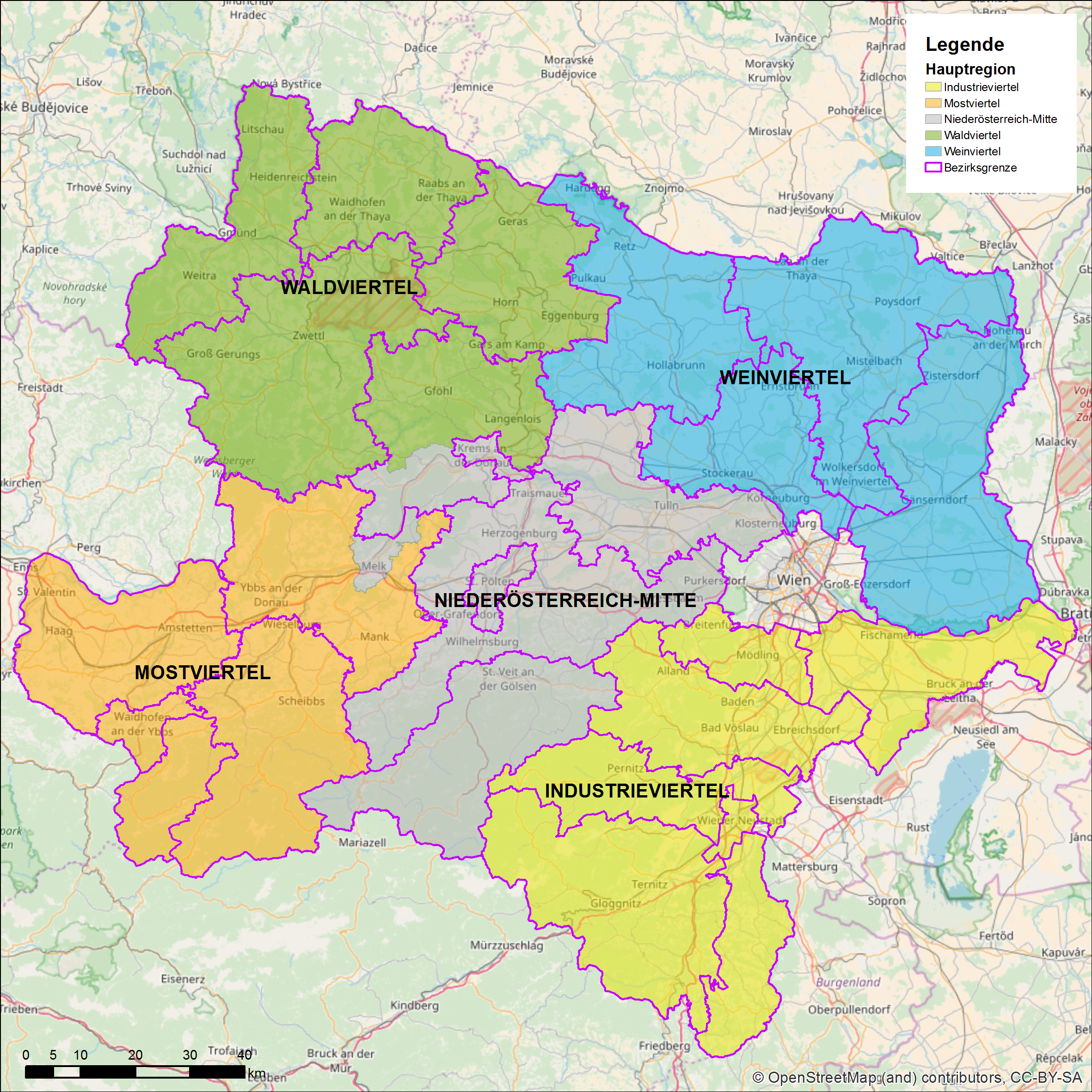
Die Hauptregionen Niederösterreichs

Die Hauptregion Industrieviertel ist eine der Hauptregionen (fünf „Viertel“) der Raumplanung Niederösterreichs; es ist im Regionalverband Industrieviertel organisiert, dem Verein der Gemeinden und Gemeindeverbände dieser Gemeinden, der Leader-Regionen und anderer regional wichtiger Vertreter.
Der Verband wurde im Zuge des EU-Beitritts 1995 gegründet. Seit 2015 ist die operative Arbeit des Verbands auf die neu geschaffene NÖ.Regional des Landes, an der der Regionalverband 6 % hält, übergegangen, mit dem Verein Niederösterreichische Dorf- und Stadterneuerung aller Gemeinden als Partner.
Als solches entspricht die Region dem traditionellen Industrieviertel, ohne Klosterneuburg und die Gemeinden westlich von Wien, die zu NÖ-Mitte gehören – das sind diejenigen sieben Gemeinden, die bis 2016 zum Bezirk Wien-Umgebung gehört hatten, und jetzt zum Bezirk St. Pölten-Land zählen:
Gablitz, Klosterneuburg, Mauerbach, Pressbaum, Purkersdorf, Tullnerbach und Wolfsgraben.
Die Kleinregionen des Industrieviertels sind (Stand 2016, mit Nummer):
- Römerland Carnuntum (28, 28 Gemeinden)
- Mödling (29, 12 Gemeinden)
- Gemeinsame Region Bucklige Welt (61, 23 Gemeinden)
- Steinfeld (63, 4 Gemeinden)
- Ebreichsdorf (71, 5 Gemeinden)
- Wechselland (59, 9 Gemeinden)
- Schwarzatal (62, 8 Gemeinden)
- Gemeinsame Region Schneebergland (67, 18 Gemeinden)
- Weltkulturerbe-Region Semmering-Rax (69, 8 Gemeinden)

sowie
- Triestingtal (32, 12 Gemeinden) mit Kaumberg (NÖ-Mitte)

Im Naturschutzkonzept Niederösterreich gliedert sich die Hauptregion in die Regionen
- 12 Westliches Wiener Becken und Thermenlinie
- 13 Östliches Wiener Becken, Hainburger Berge und Leithagebirge
- 14 Südöstlicher Wienerwald
- 15 Östliche Kalkalpen
- 16 Niederösterreichische Zentralalpen

Die Natura 2000-Gebiete in Niederösterreich werden jeweils zur Gänze einer der fünf Hauptregionen des Landesentwicklungskonzeptes zugeordnet und im Rahmen einer strukturierten Vorgangsweise nach einem einheitlichen Schema abgestuft bearbeitet. In der Hauptregion Industrieviertel bestehen folgende Europaschutzgebiete:
- Donau-Auen östlich von Wien
- Steinfeld
- Nordöstliche Randalpen: Hohe Wand - Schneeberg - Rax & Nordöstliche Randalpen
- Hundsheimer Berge
- Feuchte Ebene - Leithaauen